# TBSラジオ環境キャンペーン
TBSラジオ環境キャンペーン（ティービーエスラジオかんきょうキャンペーン）は、TBSラジオ&コミュニケーションズ（当時、現・TBSラジオ）が2002年7月から年2回（1月、7月）行っているキャンペーンである。コンセプトメッセージは「今日よりちょっといい、明日を」。

## 概要
1月と7月の第3週または第4週の月曜日から始まる7日間、TBSラジオの各番組で環境について取り上げる。キャンペーン中の土曜日には環境特別番組を放送する。また、環境に関したイベントを実施している（夏の7月は打ち水など）。
白井貴子がキャンペーンのイメージキャラクターを務め、イメージソング「美しい地球」を歌っている。この曲は一時期TBSテレビ系列の『噂の!東京マガジン』のエンディングにも使われた。
キャンペーンには必ず協賛スポンサーがつく（詳しくは下記参照）。
2006年10月7日より、キャンペーンに特化したレギュラー番組『今日よりちょっといい、明日を』が放送開始された。

## 協賛スポンサー（2006年7月現在）
- NEC
- トヨタ自動車
- 日本通運
- 日本アムウェイ
- 太陽生命
- 三井住友銀行

### 今までの協賛スポンサー
- 東京電力
- ヘーベルハウス

ほか